# Pilea mayarensis
Pilea mayarensis är en nässelväxtart som beskrevs av Julius Sterling Morton. Pilea mayarensis ingår i släktet pileor, och familjen nässelväxter. Inga underarter finns listade i Catalogue of Life.